# Automolus
Automolus – rodzaj ptaków z podrodziny liściowców (Philydorinae) w obrębie rodziny garncarzowatych (Furnariidae).

## Rozmieszczenie geograficzne
Rodzaj obejmuje gatunki występujące w krainie neotropikalnej – południowym Meksyku, Ameryce Centralnej i Południowej.

## Morfologia
Długość ciała 16–20 cm; masa ciała 24–46 g.

## Systematyka
Rodzaj zdefiniował w 1853 roku niemiecki zoolog Ludwig Reichenbach w publikacji własnego autorstwa będącej podręcznikiem do nauk ornitologicznych. Gatunkiem typowym jest (oznaczenie monotypowe) liściak białooki (A. leucophthalmus).

### Etymologia
- Automolus: gr. αυτομολος automolos ‘zbieg, dezerter’, od αυτομολεω automoleō ‘być zbiegiem’[5].
- Hyloctistes: gr. ὑλη hulē ‘las, obszar lesisty’; κτιστης ktistēs ‘osadnik, kolonista’, od κτιζω ktizō ‘zaludnić, zbudować’[6]. Gatunek typowy (oryginalne oznaczenie): Philydor virgatus Lawrence, 1867.

### Podział systematyczny
Do rodzaju należą następujące gatunki:
- Automolus rufipileatus (von Pelzeln, 1859) – liściak rudy
- Automolus melanopezus (P.L. Sclater, 1858) – liściak płomiennooki
- Automolus subulatus (von Spix, 1824) – liściak smużkowany
- Automolus cervinigularis (P.L. Sclater, 1857) – liściak północny
- Automolus ochrolaemus (von Tschudi, 1844) – liściak okularowy
- Automolus exsertus Bangs, 1901 – liściak panamski
- Automolus infuscatus (P.L. Sclater, 1856) – liściak oliwkowy
- Automolus paraensis E. Hartert, 1902 – liściak rudosterny
- Automolus lammi J.T. Zimmer, 1947 – liściak żółtogardły
- Automolus leucophthalmus (zu Wied-Neuwied, 1821) – liściak białooki